# Alfred Paget (oficial da Marinha Real)
‎O Almirante‎‎ ‎‎Sir Alfred Wyndham Paget‎‎, ‎‎KCB‎‎,‎‎ ‎‎KCMG‎‎,‎‎ ‎‎DSO‎‎ ‎‎ (26 de março de 1852 - 17 de junho de 1918) foi um oficial da Marinha ‎‎Real‎‎ britânica que se tornou oficial sênior na costa da ‎‎Irlanda.‎‎

## Carreira naval
‎Paget entrou para a ‎‎Marinha Real‎‎ em 1865. Ele participou da Guerra Anglo-Egípcia e depois serviu no Sudão Oriental. Ele serviu como adido naval em Paris, Petrogrado e depois em Washington, DC entre 1896 e 1899. Ele entrou em ação na ‎‎Estação da China como comandante do ‎‎cruzador‎‎ ‎‎HMS ‎‎Astraea‎‎ em junho de 1899 durante a ‎‎Rebelião Boxer‎‎ e, em seguida, tornou-se comandante do cruzador ‎‎HMS ‎‎Endymion‎‎ em fevereiro de 1901. O Endymion serviu na estação da China até o fim de maio de 1902, quando partiu para o Reino Unido. A ‎‎Endymion‎‎ serviu na estação chinesa até o fim de maio de 1902, quando ela partiu para o Reino Unido. Ela participou da revisão da ‎‎frota‎‎ realizada em ‎‎Spithead‎‎ em 16 de agosto de 1902 para a ‎‎coroação‎‎ do rei ‎‎Eduardo VII‎‎,‎ e Paget a pagou em ‎‎Chatham‎‎ em 4 de setembro de 1902.
Ele passou a ser comandante do ‎‎encouraçado‎‎ HMS Royal Sovereign‎ ‎‎em maio de 1903, comandante do cruzador ‎‎HMS ‎‎Charybdis‎‎ ‎‎ em março de 1904 e comandante do cruzador ‎‎HMS ‎‎Scylla‎‎ ‎em março de 1905. No HMS Scylla ele serviu na América do ‎‎Norte e na Estação das Índias Ocidentais‎‎ realizando deveres de proteção para a pesca da Terra Nova.